# Tangipahoa (Luisiana)
Tangipahoa es una villa ubicada en la parroquia de Tangipahoa en el estado estadounidense de Luisiana. En el Censo de 2010 tenía una población de 748 habitantes y una densidad poblacional de 287,37 personas por km².

## Geografía
Tangipahoa se encuentra ubicada en las coordenadas 30°52′33″N 90°30′50″O / 30.87583, -90.51389. Según la Oficina del Censo de los Estados Unidos, Tangipahoa tiene una superficie total de 2.6 km², de la cual 2.6 km² corresponden a tierra firme y (0%) 0 km² es agua.

## Demografía
Según el censo de 2010, había 748 personas residiendo en Tangipahoa. La densidad de población era de 287,37 hab./km². De los 748 habitantes, Tangipahoa estaba compuesto por el 7.75% blancos, el 91.44% eran afroamericanos, el 0% eran amerindios, el 0.27% eran asiáticos, el 0% eran isleños del Pacífico, el 0% eran de otras razas y el 0.53% pertenecían a dos o más razas. Del total de la población el 0.27% eran hispanos o latinos de cualquier raza.